# Motoyaki

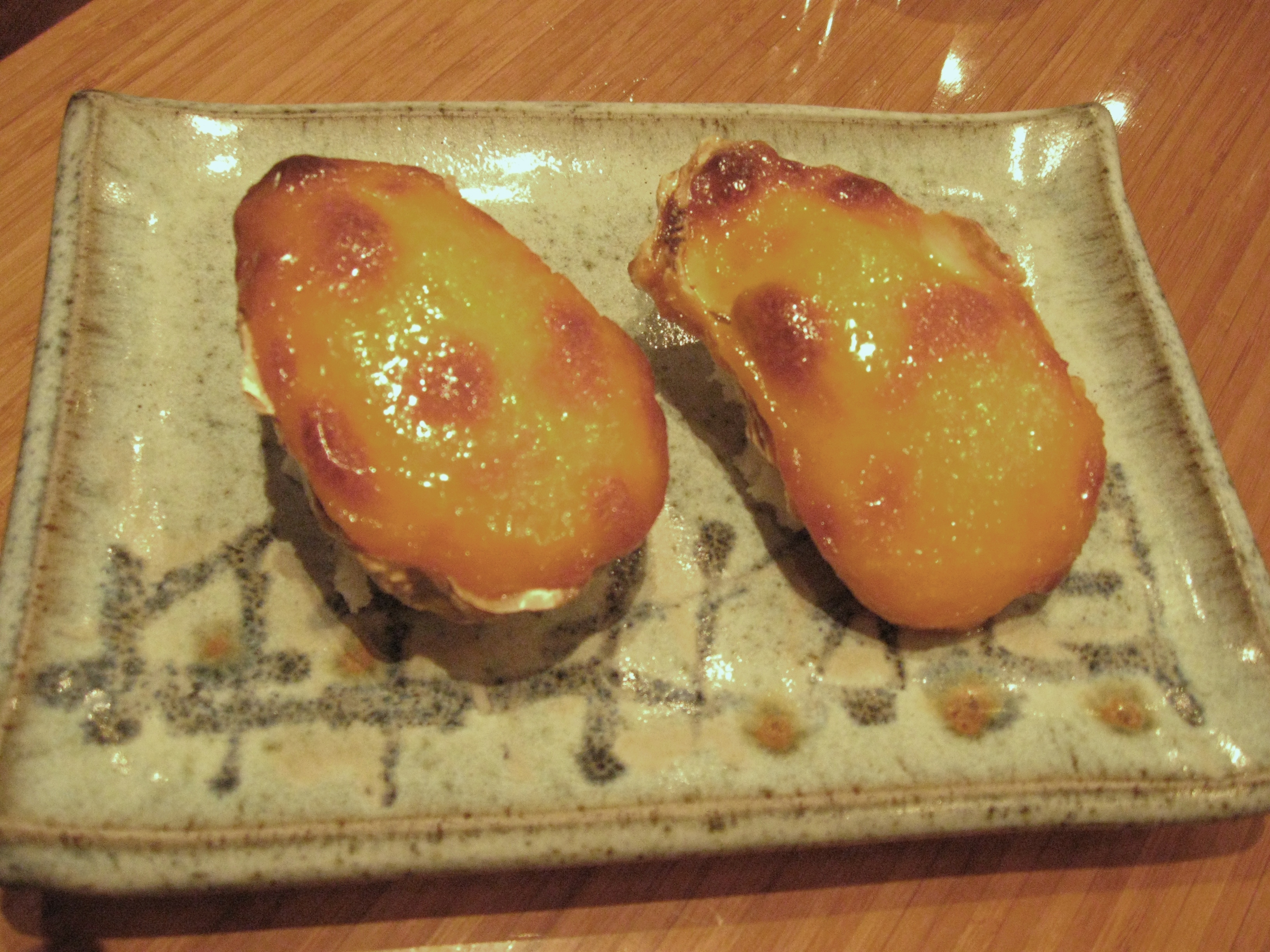
Motoyaki được làm từ hàu

Motoyaki là một phong cách nấu ăn với phương pháp chế biến hải sản bằng cách nướng và phủ sốt mayonnaise, sau đó món ăn sẽ được bài trí trong vỏ hàu. Món này thường có sẵn trong các nhà hàng Nhật Bản trên bờ biển Thái Bình Dương của Canada. Motoyaki có hai biến thể chính là Motoyaki hàu  và Motoyaki tôm hùm.

### Món ăn tại Nhật Bản
Trong ẩm thực Nhật Bản, có một loại nước sốt có tên là tamagonomoto (卵の素)  (hoặc tamagonomoto (玉子の素)  / tamamoto (玉素)  ) được chế biến bằng cách trộn lòng đỏ trứng và dầu vào nhau và đánh lên giống như sốt mayonnaise, chỉ khác là không có giấm trong nguyên liệu chế biến. Ngoài ra, một số biến thể cũng cho thêm miso  hoặc nước tương  . Món ăn được nướng và phủ sốt lên trên được gọi là moto-yaki (もと焼き)   (hoặc tamamoto-yaki (玉素焼き)  / moto-yaki (素焼き)   ). Mặc dù motoyaki được coi là một món ăn truyền thống của Nhật Bản, song những cái tên motoyaki, tamagonomoto và những cái tên tương tự không được biết đến nhiều ở Nhật Bản. Tính đến  năm 2021 , những cái tên được dùng để chỉ những món ăn chứa sốt mayonnaise: mayonēzu-yaki (マヨネーズ焼き)  (hoặc mayo-yaki (マヨ焼き)  ) được sử dụng phổ biến hơn nhiều.
Ở Canada,  motoyaki có hình thức giống món mayonēzuyaki hơn là món Motoyaki theo kiểu truyền thống của Nhật; cả hai đều được phục vụ với sốt mayonnaise.